# Šarlince (Leskovac)
Šarlince (Leskovac) (em cirílico: Шарлинце) é uma vila da Sérvia localizada no município de Leskovac, pertencente ao distrito de Jablanica, na região de Jablanica. A sua população era de 766 habitantes segundo o censo de 2002.

## Demografia
| 1948 | 1953 | 1961 | 1971 | 1981 | 1991 | 2002 | 2011 |
| ---- | ---- | ---- | ---- | ---- | ---- | ---- | ---- |
| 790  | 881  | 921  | 958  | 950  | 944  | 854  | 766  |